# Kasper Bøgelund
Kasper Bøgelund Nielsen (ur. 8 października 1980 w Odense) – duński piłkarz, występujący na pozycji obrońcy.
Jest wychowankiem Odense BK. Swój pierwszy profesjonalny kontrakt podpisał jednak w Holandii z PSV Eindhoven (marzec 1997). Początkowo grał w rezerwach, by po trzech latach zadebiutować w seniorskim zespole trenowanym wówczas przez Erica Geretsa. W 2003 roku został mistrzem Eredivisie. Odszedł po zdobyciu kolejnego tytułu mistrzowskiego i Pucharu Kraju, kiedy stracił miejsce w składzie na rzecz André Ooijera. Przeniósł się do Niemiec, do Borussii Mönchengladbach. 27 sierpnia 2005 roku Kasper strzelił bramkę FC Schalke 04, została ona uznana za najpiękniejsze trafienie roku w Bundeslidze. Latem 2008 po awansie Mönchengladbach do Bundesligi Kasper wrócił do Danii i został zawodnikiem ówczesnego mistrza kraju, Aalborg BK. Defensor zakończył tam karierę w roku 2012.
Przez Mortena Olsena został powołany do kadry Danii na mundial w Korei i Japonii i EURO 2004. Na obu turniejach był zmiennikiem, zagrał łącznie w trzech spotkaniach. W sumie w kadrze wystąpił siedemnastokrotnie; nie zdobył gola.